# Discours narratif
Le discours ou le texte narratif est une forme de discours qui se définit par le fait de rapporter des événements. Il peut être oral ou écrit et permet de raconter une histoire : il rapporte les paroles mais les imaginer au lecteur la suite de la réponse à l'annonce. Cet évènement n’à pas une place importante au cœur du récit. On retrouve ce discours dans des : (romans, nouvelles, contes, mythes, légendes, théâtre, etc.). Nous vivons dans un monde de récit! Tous les jours, nous racontons ou on nous raconte, des faits, des anecdotes de la vie quotidienne. (la presse écrite, la télévision information... ) 
Dans un récit au passé, les verbes au passé simple racontent les différentes actions qui se succèdent ; les verbes à l'imparfait décrivent le cadre de l'histoire.